# Wera Georgijewna Morosowa
Wera Georgijewna Morosowa (russisch Вера Георгиевна Морозова; * 13. Septemberjul. / 26. September 1903greg. in Myssowsk; † 10. April 1991 in Ufa) war eine sowjetische Bildhauerin.

## Leben
Morosowa wuchs in Irkutsk auf. Ihr Vater war der Revolutionär Georgi Georgijewitsch Morosow (1880–1934). Sie absolvierte sechs Klassen des Gymnasiums und wurde ohne spezielle Ausbildung Bildhauerin.

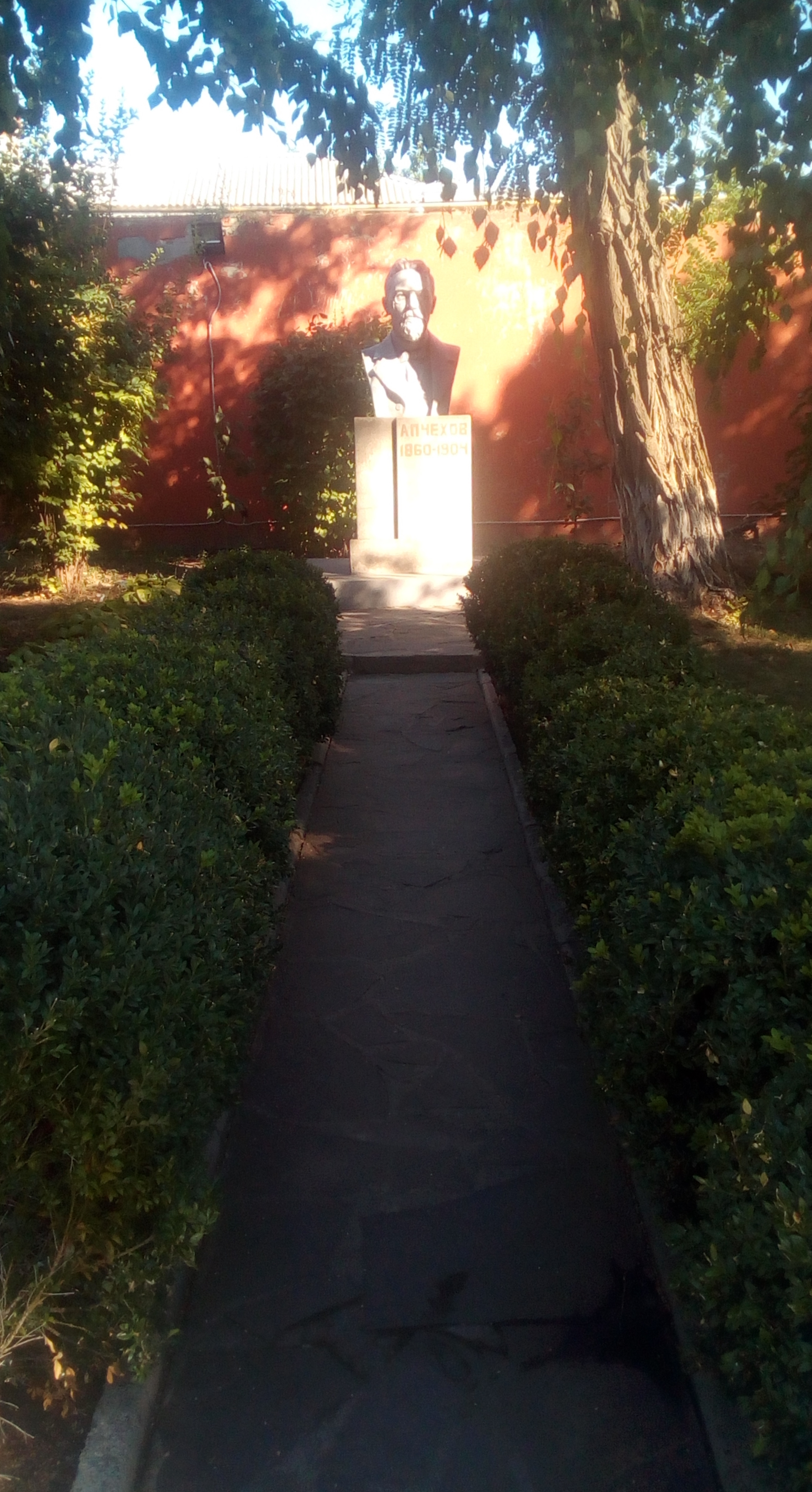
Tschechow-Büste, Taganrog

Morosowa heiratete 1922 in Tscheljabinsk den Journalisten Alexander Platonowitsch Morrisson (1902–1937). Als er Redakteur der Taganroger Prawda wurde, zog Morosowa mit ihm nach Taganrog. Sie wirkte mit ihrem Mann bei der Gründung des Tschechow-Museums in Tschechows Haus mit. Sie beteiligte sich an den Ausstellungen der lokalen Künstler. 1934 wurde ihr Dimitroff-Denkmal aufgestellt. 1935 wurde ihre Tschechow-Büste am Tschechow-Haus in Taganrog als erstes Denkmal für Tschechow in der UdSSR aufgestellt. Auf der städtischen Kunstausstellung im Juni 1936 stellte sie ihre Entwurfsarbeit für die Maxim-Gorki-Büste vor, die in diesem Jahr in Taganrog aufgestellt wurde.
Im November 1936 wurde Morrisson verhaftet. Auf dem Februar-März-Plenum des Zentralkomitees der KPdSU wurde mitgeteilt, dass in der Asow-Schwarzmeer-Region der Plan für ein Attentat auf Stalin entwickelt worden sei. Darauf wurde Morrisson der Verbindung zu ausländischen Geheimdiensten beschuldigt. Am 14. Juni 1937 wurde er vom Militärkollegium des Obersten Gerichts der UdSSR nach Artikel 58 des Strafgesetzbuches der RSFSR zu 10 Jahren Lagerhaft ohne das Recht auf Korrespondenz verurteilt, was die Formel für die sofortige Erschießung war (rehabilitiert 1956).
Morosowa wurde 1937 als Frau eines verurteilten Volksfeindes mit ihrer kleinen Tochter in das Tatarendorf Bakaly in der Baschkirischen Autonomen Sozialistischen Sowjetrepublik verbannt. Die Erschießung ihres Mannes erfuhr sie erst viele Jahre später. In der Verbannung arbeitete sie als Stickerin im Artel Kultisdelija und dann in den baschkirischen Werkstätten des Kunstfonds der RSFSR (1944–1960). Zusammen mit Tamara Pawlowna Netschajewa war sie an der Begründung der baschkirischen Bildhauerei-Schule beteiligt.
In Baschkirien schuf Morosowa den Baschkirischen Tanz, die Leningraderin und die Büsten von Gimaletdin Mingaschewitsch Mingaschew, Alexander Matwejewitsch Matrossow (1948, Tretjakow-Galerie) und Maschit Gafuri. Nach einem Original von Morosowa wurden 1958 monumentale Bergarbeiter-Denkmäler für Kumertau, Sibai, Korkino und Karaganda hergestellt (zusammen mit T. P. Netschajewa). Morosowas Werke bildeten den Anfang des Skulpturenfonds des Baschkirischen Staatlichen Nesterow-Kunstmuseums in Ufa.
Morosowas Tochter Nelli Alexandrowna Morosowa (1924–2015) war Redakteurin und Drehbuchautorin. Sie heiratete den Dichter und Journalisten Wladlen Jefimowitsch Bachnow (1924–1994). Ihr Sohn Leonid Wladlenowitsch Bachnow (* 1948) ist Literaturkritiker und Redakteur.